# دیوید اچ. لانگ
دیوید اچ. لانگ (انگلیسی: David H. Long؛ زادهٔ ۱۹۶۱ لیورپول) کارآفرین و مدیر اجرایی آمریکایی بریتانیایی‌تبار است، که هم‌اکنون به‌عنوان مدیرعامل و رئیس هیئت مدیره شرکت بیمه لیبرتی میچوال فعالیت می‌کند. این شرکت بزرگترین ارائه‌دهنده خدمات بیمه ساختمان در آمریکا می‌باشد.